# مالنیو
مالنیو (به ایتالیایی: Malegno) یک کومونه در ایتالیا است که در استان برشا واقع شده‌است.

## خصوصیات
مالنیو ۶ کیلومترمربع مساحت و ۲٬۰۹۶ نفر جمعیت دارد و ۳۶۴ متر بالاتر از سطح دریا واقع شده‌است.